# 司馬憲
司馬 憲（しば けん、生年不詳 - 泰始7年8月19日（271年10月10日））は、西晋の皇族。

## 生涯
武帝の五男として生まれる。生母は徐才人。
泰始6年（270年）に城陽王であった四兄の司馬景が死去すると、その後嗣として城陽王に封じられた。しかし、翌泰始7年8月19日（271年10月10日）に死去。諡を殤とされた。すぐ下の弟である東海王司馬祗がその後継とされた。